# Distretto di Chiang Yuen
Il distretto di Chiang Yuen (in thailandese: เชียงยืน) è un distretto (amphoe) della Thailandia, situato nella provincia di Maha Sarakham.